# Black Dress
Black Dress è il settimo EP del gruppo musicale sudcoreano CLC,  pubblicato il 22 febbraio 2018 dalla Cube Entertainment, e distribuito dalla LOEN Entertainment.

## Produzione e pubblicazione
Il 6 febbraio 2018 un'immagine teaser è stata rilasciata online, rivelando che il gruppo avrebbe rilasciato il loro settimo EP, Black Dress, il 22 febbraio. Due giorni dopo viene pubblicato un piano per le promozioni dell'album prima della pubblicazione, in cui si annuncia che a partire dal 12 febbraio il gruppo avrebbe pubblicato immagini e video come anticipazioni del loro ritorno. Il 12 febbraio la loro agenzia, Cube Entertainment, afferma che nel nuovo EP delle CLC il gruppo "mostrerà il loro charm con un tema più maturo, chic e carismatico, con performance basate su una composizione hip-hop, EDM e dance". Il giorno seguente il gruppo pubblica delle foto dei retroscena. 
Il 14 febbraio, il pre-ordine dell'album è stato aperto per tutti i siti di musica online ed offline, rivelando che l'EP avrebbe contenuto un opuscolo di 146 pagine, una postcard, una photo card ed un poster del gruppo. 
Il 18 febbraio le tracce dell'EP sono state rivelate, così come anche la traccia omonima dell'EP "Black Dress". Il giorno seguente vennero pubblicati dei frammenti di ogni canzone sul canale YouTube ufficiale del gruppo. 
L'EP è stato rilasciato il 22 febbraio tramite diversi portali musicali, come MelOn in Corea del Sud, ed iTunes per il mercato internazionale. 

## Tracce
| Num. | Titolo                           | Testo                                        | Musica                           | Arrangiamento                    | Durata |
| ---- | -------------------------------- | -------------------------------------------- | -------------------------------- | -------------------------------- | ------ |
| 1.   | "Black Dress"                    | Cho Sung-ho, Ferdy, Kang Dong-ha, Jang Yeeun | Cho Sung-ho, Ferdy, Kang Dong-ha | Cho Sung-ho, Ferdy. Kang Dong-ha | 3:13   |
| 2.   | "Like That"                      | Jaeri Potter, Jang Yeeun, Kwon Eunbin        | NOPARI, MonoTree, Jaelipoteo     | NOPARI, MonoTree                 | 2:59   |
| 3.   | "Distance" (선; seon)            | Seo Jae-woo, Cho Sung-ho, Jang Yeeun         | Cho Sung-ho, Seo Jae-woo         | Cho Sung-ho, Seo Jae-woo         | 3:07   |
| 4.   | "To the Sky"                     | Cho Sung-ho, Ferdy, Jang Yeeun               | Cho Sung-ho, Ferdy               | Cho Sung-ho, Ferdy               | 3:05   |
| 5.   | "7th" (일곱번째; ilgob beonjjae) | Cho Sung-ho, Kang Dong-ha, Jang Yeeun        | Cho Sung-ho, Kang Dong-ha        | Cho Sung-ho, Kang Dong-ha        | 4:11   |

## Classifiche
| Classifica (2018) | Posizione massima |
| ----------------- | ----------------- |
| Corea del Sud     | 12                |